# Phleudecatoma
Phleudecatoma is een geslacht van vliesvleugeligen uit de familie Eurytomidae. De wetenschappelijke naam van dit geslacht is voor het eerst geldig gepubliceerd in 1996 door Yang.

## Soorten
Het geslacht Phleudecatoma omvat de volgende soorten:
- Phleudecatoma cunninghamiae Yang, 1996
- Phleudecatoma platycladi Yang, 1996